# 秘鲁 (纽约州)
秘鲁（英語：Peru）是位于美国纽约州克林顿县的一个镇，地处克林顿县东南部、普拉茨堡以南，毗邻尚普兰湖。2010年美国人口普查时，该镇有6998人。1792年，秘鲁镇正式建立。
2002年4月20日，一场5.2级地震发生于此。北至蒙特利尔、西至克里夫兰、南至巴尔的摩、东至整个新英格兰地区皆有震感，不过没有导致人员伤亡。